# The Finder
The Finder es una serie de televisión "procedimental" y comedia-dramática, creada por Hart Hanson (también creador de Bones) inspirándose libremente en la serie de dos libros The Locator, escritos por Richard Greener. Emitida por Fox entre el 12 de enero de 2012 y el 11 de mayo de 2012.
Fue presentada como un spin-off de la serie Bones. El capítulo 19 de la sexta temporada, llamado «The Finder», oficia a la vez de piloto de la serie a lanzarse, donde la historia consta de pistas que requieren de la asistencia de alguien experto en encontrar cosas (en este caso un galeón español naufragado): de esta forma, los personajes principales de Bones viajan a Cayo Hueso (Florida), donde ocurren los eventos.

## Estreno y cancelación
Comenzó su emisión a mitad de la temporada 2012 en horario de martes a 21hs (lugar vacante en la parrilla de Fox debido al receso intermedio de Bones). Con un rating de 1,7 en la franja demográfica de 18-49 años, y 5,50 millones de espectadores en total.
El 2 de marzo de 2012 Fox anunció que The Finder se cambiaría a los viernes, empezando el 6 de abril de 2012 moviendo el debut de la nueva serie de Gordon Ramsay a junio de 2012.
El cambio hizo que perdiera aún más audiencia, y el 9 de mayo de 2012 tras 13 capítulos, Fox anunció su decisión de no renovar la serie para una segunda temporada, aunque se especulaba con una segunda temporada debido a que su creador era el mismo de Bones.

## Elenco
- Geoff Stults como Walter Sherman. Mayor del ejército de los Estados Unidos (retirado), y veterano de la Guerra de Irak. En la guerra, buscando a un terrorista, sufre un atentado con coche bomba en el que mueren seis hombres y él resulta gravemente herido y con daño cerebral. Las secuelas de este evento le cambian la personalidad: de alguien serio y rígido, a alguien excéntrico, bromista, y con la obsesión-compulsión de buscar y "encontrar lo que busco, o muero en el intento". Se explica que dicho daño cerebral lo ha dotado de una habilidad detectivesca extraordinaria que le permite "encontrar cosas" por medio de deducciones o métodos poco ortodoxos que llevan a la verdad.[10] (13 episodios)
- Michael Clarke Duncan como Leo Knox. Abogado, viudo (su esposa e hija mueren por consumir carne contaminada con Escherichia coli), y dueño del bar "Los confines de la tierra". (13 episodios)
- Mercedes Masohn como Isabel Zambada. Alguacil, amiga y amante de Walter. Tiene el sueño de estudiar abogacía y poder trabajar para la Casa Blanca. (13 episodios)
- Maddie Hasson como Willa Monday. Una delincuente juvenil de origen gitano, que trabaja en el bar como parte de su trato de libertad condicional, vive en un casa rodante que le proveen. (13 episodios).
- Toby Hemingway como Timo Proud. Un ladronzuelo, también gitano, comprometido en matrimonio (contra su voluntad) con Willa. (8 episodios).
- Amy Aquino como Cristina Farrel. Oficial de Libertad Condicionada a cargo de Willa. (4 episodios)
- Eric Roberts como "Tío Shad" (por "Shadrack"). Jefe de la familia gitana a la que pertenecen Willa y Timo. (2 episodios)

### Familia
- Padre: De profesión Ayudante del Sheriff en el Golfo Breeze (cerca de Pensacola). En su divorcio se queda con la custodia de Walter, el menor de los hijos. Walter ha queda enemistado con él (aunque no se revela la causa) y dejaron de verse por años. Hace su aparición en capítulo 13, como enfermo agonizante (Falla cardíaca congestiva y edema pulmonar), y finalmente muere.
- Madre: es músico, y se menciona que era alcohólica. Se divorcia tras conocer a un hombre llamado "Driscol". En su divorcio se queda con la custodia del hijo mayor: Langston. Se mudaron a Dallas, allí tienen contacto con la secta "Templo Lunar". Luego ingresan en el programa de protección de testigos, al testificar contra ellos.  Aparición en capítulo 13.
- Hermano mayor: Langston, para cuando su madre desaparece como testigo protegido, él estaba de gira por Europa con grupo de Punk metal llamado "Órganos sexuales". Actualmente reside en Holanda, y se dedica a enseñar música americana tradicional. Aparición en capítulo 13.

## Doblaje de Brasil
- Nestor Chiesse como Walter Sherman.
- Paloma Mendonça como Willa Monday.
- Maria Cláudia Cardoso como Isabel Zambada.
- Antônio Moreno como Leonard "Leo" Knox.
- Felipe Zilse como Timo Proud.
- Fábio Lucindo como Lance Sweets.
- Élcio Sodré como Jack Hodgins.

## Elenco
- Paulo Porto
- Marilza Batista
- Guilherme Lopes
- Alfredo Rollo
- Mirna Rodrigues
- Rosana Beltrame
- Gisa Della Mare
- Fábio Moura
- Rodrigo Andreatto
- Ramon Campos
- Luiz Antônio Lobue
- Cecília Lemes
- Silvio Giraldi
- Eudes Carvalho
- Sérgio Corcetti
- Silvio Giraldi
- Jorge Barcellos
- Felipe Grinnan
- Marco Antônio Abreu
- Cecília Lemes
- Paulo Porto
- Cássius Romero
- Felipe Grinnan
- Ângela Couto
- Zeca Rodrigues
- Alex Morales
- Márcio Araújo
- Alessandra Araújo
- Fritz Gianvito
- Rodrigo Araújo
- Claus Di Paula
- Ângela Couto
- Luiz Antônio Lobue
- Robson Kumode
- Raquel Marinho
- Carlos Campanile
- Eudes Carvalho
- Faduli Costa
- Élcio Sodré
- Roberto Rocha
- Fritz Gianvito
- Marilza Batista
- Priscilla Concepcion
- Luiza Viegas
- Rosa Barcellos
- Letícia Quinto
- Renato Soares
- Rosa Barcellos
- Rosana Beltrame
- Alessandra Araújo
- Mauro Castro
- Angélica Santos
- Fritz Gianvito
- Rosely Gonçalves
- José Carlos Guerra
- Renato Soares
- Silvio Giraldi
- Luiz Antônio Lobue
- Fábio Moura
- Rosa Barcellos
- Guilherme Lopes
- Pedro Couto
- Charles Dalla
- Élcio Sodré
- Lúcia Helena
- Fritz Gianvito
- Roberto Leite
- Fábio Moura
- Zeca Rodrigues
- José Carlos Guerra
- Ângela Couto
- Silvio Giraldi
- Cássius Romero
- Rodrigo Araújo
- Rosely Gonçalves
- Marilza Batista
- Charles Dalla
- Ângela Couto
- Alessandra Araújo
- Élcio Sodré
- Marco Aurélio Campos
- Agatha Paulita*

Jim Cody Williams (gerente): José Carlos Guerra (1.01)
Patrick Robert Smith (investigador): Claus Di Paula (1.01)
Michael Gambino (capanga #1): Vanderlan Mendes (1.01)
Eric Thomas Wilson (capanga #2): Rodrigo Araújo (1.01)
Michael Geretz (Bartender): Alfredo Rollo (1.03)
Andres Perez-Molina (detetive): Márcio Vaz (1.04)
Gregor Manns (leão de chácara): Zeca Rodrigues (1.04)
Cloie Wyatt Taylor (professora de arte): Ângela Couto (1.04)
JJ Snyder (repórter): Letícia Bortoletto (1.06)
Judy Echavez (repórter): Letícia Bortoletto (1.07)
Lindsay Bushman (sósia de Willa): Rosa Barcellos (1.09)
Maliabeth Johnson (amazona): Rosa Barcellos (1.11)
Michael Lespinasse (observador de cena): Renato Soares (1.11)
Roderick McCarthy (policial): Glauco Marques (1.11)
Outras Vozes:
Ângela Couto, Carlos Campanile, Cecília Lemes, Charles Dalla, Claus Di Paula, Fritz Gianvito, Glauco Marques, Jorge Barcellos, Márcio Vaz, Marilza Batista, Matheo Novaes, Mirna Rodrigues, Renato Soares, Roberto Leite, Roberto Rocha, Rosa Barcellos, Rosely Gonçalves, Silvio Giraldi, Zeca Rodrigues.

## Doblaje de España
- Alberto Closas Jr. como Tommy Oliver.
- David Robles como Adam Park.
- Cholo Moratalla como Rocky DeSantos.
- Pilar Aguado como Tanya Sloan.
- Miriam Valencia como Katherine "Kat" Hillard.
- Rafa Romero como Jason Lee Scott.

## Desarrollo
En octubre de 2010 Deadline reveló que Fox estaba desarrollando un potencial spin-off de Bones que podría construirse en torno a un nuevo personaje recurrente introducido en la sexta temporada. Hart Hanson, productor ejecutivo y creador de Bones sería el creador también de este potencial spin-off, basado en la serie de libros The Locator de Richard Greener. La producción del episodio se programó para empezar en diciembre de 2010, pero se retrasó hasta principios de 2011 debido a diferencias creativas con la cadena Fox. Hart Hanson escribió en Twitter (de forma humorística) acerca de las notas que recibía de la cadena: «Recibí notas del estudio para la idea del spin-off de Bones. Quieren que sea mejor. Capataces poco razonables. Soñadores imposibles. Neoplatónicos». Durante la gira de prensa de Television Critics Association, el productor ejecutivo Stephen Nathan anunció que la producción del episodio de The Locator empezaría en febrero del 2011 y se lanzaría en abril, finalmente resultaría aún más atrasado su lanzamiento.
Geoff Stults fue elegido como el personaje principal junto a Michael Clarke Duncan y Saffron Burrows como los personajes secundarios. Los tres personajes aparecieron en el capítulo 19 de la sexta temporada de Bones.
Debido a que la cadena decidió reconcebir el papel de Sheriff, Saffron Burrows sólo apareció para el episodio piloto. Se unieron para los episodios regulares Mercedes Masohn y Maddie Hasson se unieron al elenco como las dos actrices principales.

## Lanzamiento internacional
| País / Región                                                                 | Canal        | Lanzamiento              |
| ----------------------------------------------------------------------------- | ------------ | ------------------------ |
| Canadá                                                                        | Global       | 12 de enero de 2012      |
| China Hong Kong Indonesia Malasia Filipinas Singapur Taiwán Tailandia Vietnam | Fox Asia     | 28 de enero de 2012      |
| Portugal                                                                      | FOX Portugal | 15 de febrero de 2012    |
| Polonia                                                                       | FOX Polonia  | 17 de febrero de 2012    |
| Nueva Zelanda                                                                 | TV3 NZ       | 22 de marzo de 2012      |
| Japón                                                                         | Fox Japón    | 26 de marzo de 2012      |
| Países Bajos                                                                  | RTL5         | TBA                      |
| Bélgica                                                                       | 2BE          | 12 de marzo de 2012      |
| Rusia                                                                         | REN TV       | 5 de mayo de 2012        |
| Serbia                                                                        | Fox Crime    | 10 de enero de 2012      |
| Colombia                                                                      | FOX          | 9 de mayo de 2012        |
| España                                                                        | FOX España   | 14 de septiembre de 2012 |